# ویلیام مارتینز
ویلیام مارتینز (اسپانیایی: William Martínez‎; ۱۳ ژانویهٔ ۱۹۲۸ – ۲۸ دسامبر ۱۹۹۷) بازیکن فوتبال اهل اروگوئه بود.
از باشگاه‌هایی که در آن بازی کرده‌است می‌توان به باشگاه فوتبال ناسیونال اروگوئه، باشگاه فوتبال پنیارول و باشگاه ورزشی اتلتیکو جونیور اشاره کرد.
وی به‌همراه تیم ملی فوتبال اروگوئه قهرمان جام جهانی فوتبال ۱۹۵۰ شده است.